# L'argent fait le bonheur
Pour plus de détails, voir Fiche technique et Distribution.
L'argent fait le bonheur est un film français réalisé par Robert Guédiguian, sorti en 1993.
Il s'agit du premier volet des « Contes de l'Estaque », avant Marius et Jeannette et À l'attaque !.

## Synopsis
Dans une cité marseillaise, un curé et des mères de famille tentent d'apaiser une situation minée par des problèmes de chômage, de délinquance, de prostitution et de trafics de drogues. Le film tourne en particulier autour de la rivalité de deux petits caïds, qui ont tracé une ligne au sol divisant la cité en deux clans.

## Fiche technique
- Titre original : L'argent fait le bonheur
- Réalisation : Robert Guédiguian
- Scénario : Jean-Louis Milesi et Robert Guédiguian
- Société de production : Caméras Continentale
- Photographie : Bernard Cavalié
- Montage : Bernard Sasia
- Décors : Michel Vandestien
- Costumes : Michel Vandestien
- Scripte : Edmée Doroszlaï
- Pays de production :  France
- Format : couleurs - 35 mm
- Genre : comédie
- Durée : 91 minutes
- Date de sortie : 
  - France : 14 avril 1993

## Distribution
- Ariane Ascaride : Simona Viali
- Jean-Pierre Darroussin : le curé
- Pierre Banderet : M. Degros
- Danièle Lebrun : la prostituée
- Roger Souza : Jackpot
- Gérard Meylan : M. Munoz
- Frédérique Bonnal : Mme Degros
- Lorella Cravotta : Mme Munoz
- Jacques Boudet : M. Goudre

## À propos du film
L'argent fait le bonheur est le premier volet des « Contes de l'Estaque », avant Marius et Jeannette et À l'attaque !.
C'est le premier film que Robert Guédiguian coécrit avec Jean-Louis Milesi, son partenaire d'écriture pour les quinze ans suivants.